# Itä-Länsi-sarja 1938
Die Itä-Länsi-sarja 1938 war die dritte offizielle Spielzeit der zweithöchsten finnischen Fußballliga. 

## Modus
Die 26 Mannschaften waren in vier Gruppen (Südost, Nordost, Südwest und Nordwest) eingeteilt. Die Teams spielten an acht bzw. zwölf Spieltagen jeweils zweimal gegeneinander. Die vier Gruppensieger ermittelten in Play-offs den Meister, der in die  Mestaruussarja 1939 aufstieg. Das zweitbeste Team konnte sich im Duell mit dem 7. der Mestaruussarja auch ebenfalls die erste Liga aufsteigen.

## Teilnehmer
| Verein            | Stadt       |
| ----------------- | ----------- |
| IF Drott          | Jakobstad   |
| Vasa IFK          | Vaasa       |
| Gamlakarleby BK   | Kokkola     |
| Haka Valkeakoski  | Valkeakoski |
| Porin Palloilijat | Pori        |
| Iirot Rauma       | Rauma       |
| TaPa Tampere      | Tampere     |

| Verein                 | Stadt     |
| ---------------------- | --------- |
| Joensuun PS            | Joensuu   |
| Kuopion PS             | Kuopio    |
| Sortavalan Palloilijat | Sortawala |
| Sortavalan PS          | Sortawala |
| Warkauden Pallo -35    | Varkaus   |

| Verein          | Stadt    |
| --------------- | -------- |
| Kronohagens IF  | Helsinki |
| Åbo IFK         | Turku    |
| Porvoon Akilles | Porvoo   |
| Turun UL        | Turku    |
| Hangö BK        | Hanko    |
| Ekenäs IF       | Ekenäs   |
| YVP Hyvinkää    | Hyvinkää |

| Verein               | Stadt   |
| -------------------- | ------- |
| Ylä-Vuoksen PS       | Enso    |
| Kotkan PS            | Kotka   |
| Kouvolan Urheilijat  | Kouvola |
| Simpeleen Urheilijat | Simpele |
| Viipurin Ilves       | Tampere |
| Viipurin Reipas      | Wyborg  |
| Viipurin PS          | Wyborg  |

## Gruppe Südost
| Pl. | Verein               | Sp. | S | U | N  | Tore    | Quote | Punkte |
| --- | -------------------- | --- | - | - | -- | ------- | ----- | ------ |
| 1.  | Viipurin Reipas      | 12  | 9 | 0 | 3  | 046:140 | 3,29  | 18:60  |
| 2.  | Viipurin Ilves (N)   | 12  | 6 | 3 | 3  | 032:200 | 1,60  | 15:90  |
| 3.  | Viipurin PS          | 12  | 5 | 4 | 3  | 033:330 | 1,00  | 14:10  |
| 4.  | Ylä-Vuoksen PS (N)   | 12  | 4 | 4 | 4  | 027:220 | 1,23  | 12:12  |
| 5.  | Kouvolan Urheilijat  | 12  | 3 | 5 | 4  | 023:330 | 0,70  | 11:13  |
| 6.  | Simpeleen Urheilijat | 12  | 4 | 2 | 6  | 032:310 | 1,03  | 10:14  |
| 7.  | Kotkan PS            | 12  | 2 | 0 | 10 | 016:560 | 0,29  | 04:20  |

Platzierungskriterien: 1. Punkte – 2. Torquotient
| (N) | Aufsteiger |

## Gruppe Nordost
| Pl. | Verein                     | Sp. | S | U | N | Tore    | Quote | Punkte |
| --- | -------------------------- | --- | - | - | - | ------- | ----- | ------ |
| 1.  | Sortavalan Palloilijat (N) | 8   | 4 | 3 | 1 | 019:800 | 2,38  | 11:50  |
| 2.  | Warkauden Pallo -35 (N)    | 8   | 5 | 0 | 3 | 024:800 | 3,00  | 10:60  |
| 3.  | Kuopion PS                 | 8   | 4 | 2 | 2 | 020:110 | 1,82  | 10:60  |
| 4.  | Sortavalan PS (N)          | 8   | 3 | 2 | 3 | 012:140 | 0,86  | 08:80  |
| 5.  | Joensuun PS (N)            | 8   | 0 | 1 | 7 | 008:420 | 0,19  | 01:15  |

Platzierungskriterien: 1. Punkte – 2. Torquotient
| (N) | Aufsteiger |

## Gruppe Südwest
| Pl. | Verein           | Sp. | S | U | N  | Tore    | Quote | Punkte |
| --- | ---------------- | --- | - | - | -- | ------- | ----- | ------ |
| 1.  | Kronohagens IF   | 12  | 9 | 1 | 2  | 049:120 | 4,08  | 19:50  |
| 2.  | Åbo IFK (N)      | 12  | 9 | 0 | 3  | 052:190 | 2,74  | 18:60  |
| 3.  | Porvoon Akilles  | 12  | 7 | 0 | 5  | 027:290 | 0,93  | 14:10  |
| 4.  | Turun UL (A)     | 12  | 5 | 2 | 5  | 025:260 | 0,96  | 12:12  |
| 5.  | Hangö BK         | 12  | 5 | 2 | 5  | 021:240 | 0,88  | 12:12  |
| 6.  | Ekenäs IF (N)    | 12  | 4 | 0 | 8  | 018:400 | 0,45  | 08:16  |
| 7.  | YVP Hyvinkää (N) | 12  | 0 | 1 | 11 | 015:570 | 0,26  | 01:23  |

Platzierungskriterien: 1. Punkte – 2. Torquotient
| (A) | Absteiger aus der Mestaruussarja 1937 |
| (N) | Aufsteiger                            |

## Gruppe Nordwest
| Pl. | Verein               | Sp. | S | U | N  | Tore    | Quote | Punkte |
| --- | -------------------- | --- | - | - | -- | ------- | ----- | ------ |
| 1.  | IF Drott             | 12  | 9 | 2 | 1  | 045:190 | 2,37  | 20:40  |
| 2.  | Vasa IFK (A)         | 12  | 8 | 1 | 3  | 048:220 | 2,18  | 17:70  |
| 3.  | Gamlakarleby BK      | 12  | 7 | 0 | 5  | 031:260 | 1,19  | 14:10  |
| 4.  | TaPa Tampere         | 12  | 5 | 3 | 4  | 028:240 | 1,17  | 13:11  |
| 5.  | Iirot Rauma (N)      | 12  | 3 | 4 | 5  | 030:300 | 1,00  | 10:14  |
| 6.  | Haka Valkeakoski (N) | 12  | 4 | 1 | 7  | 029:520 | 0,56  | 09:15  |
| 7.  | Porin Palloilijat    | 12  | 0 | 1 | 11 | 015:530 | 0,28  | 01:23  |

Platzierungskriterien: 1. Punkte – 2. Torquotient
| (A) | Absteiger aus der Mestaruussarja 1937 |
| (N) | Aufsteiger                            |

## Play-offs
Die vier Gruppensieger spielten in zwei Runden den Meister und direkten Aufsteiger in die Mestaruussarja 1939 auf. 
|                 | Gesamt |                        | Hinspiel | Rückspiel |
| --------------- | ------ | ---------------------- | -------- | --------- |
| Viipurin Reipas | 13:10  | Sortavalan Palloilijat | 10:00    | 3:1       |
| Kronohagens IF  | 6:2    | IF Drott               | 4:1      | 2:1       |

|                 | Gesamt |                | Hinspiel | Rückspiel |
| --------------- | ------ | -------------- | -------- | --------- |
| Viipurin Reipas | 5:3    | Kronohagens IF | 3:2      | 2:1       |

Viipurin Reipas stieg auf. Kronohagens IF spielte im Anschluss gegen den Siebten der Mestaruussarja um den Aufstieg.
|                      | Gesamt |                | Hinspiel | Rückspiel |
| -------------------- | ------ | -------------- | -------- | --------- |
| Kuopion Pallotoverit | 7:4    | Kronohagens IF | 4:2      | 3:2       |

Beide Vereine blieben in ihren jeweiligen Ligen.